# St. Michael (Hillensberg)

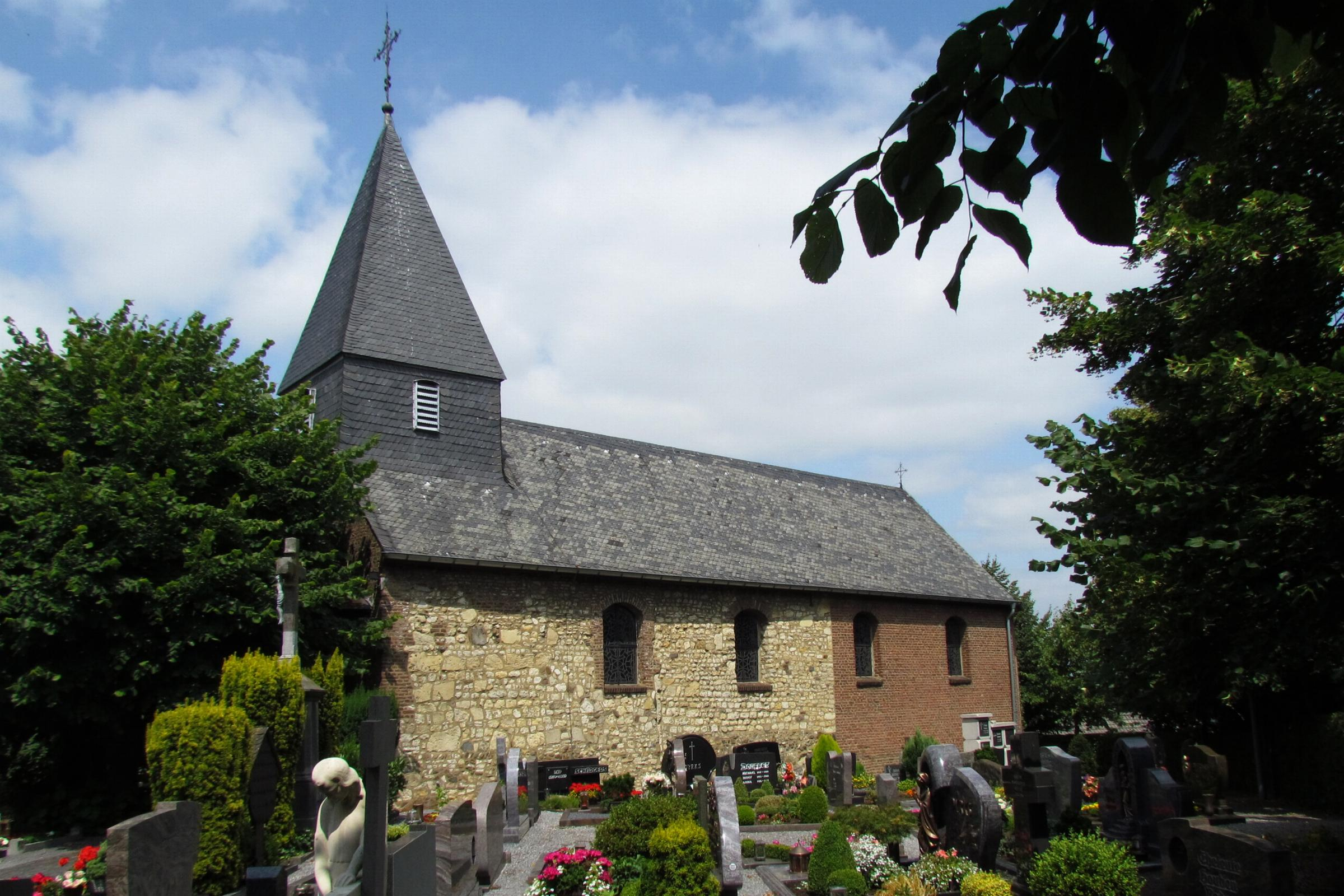
St. Michael in Hillensberg

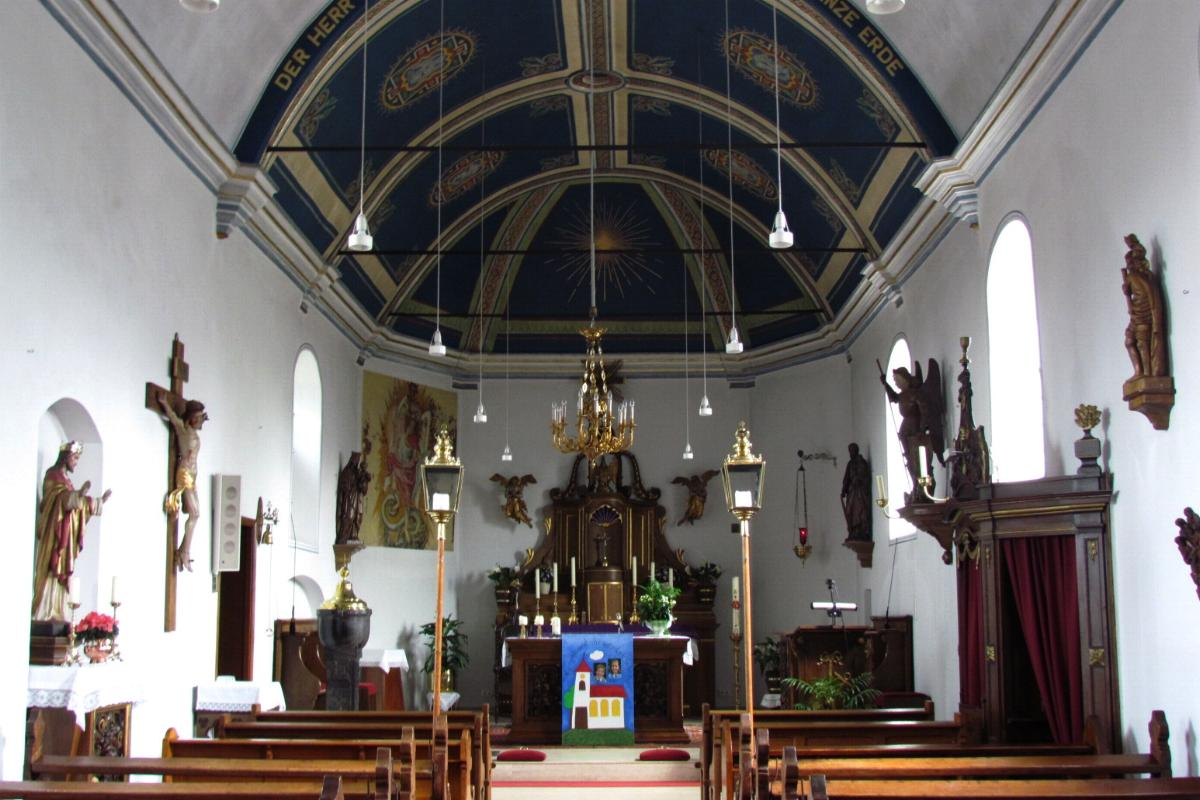
Innenraum

St. Michael ist eine römisch-katholische Pfarrkirche in Hillensberg, einem Ortsteil der Gemeinde Selfkant im Kreis Heinsberg in Nordrhein-Westfalen.
Die Kirche steht unter dem Patrozinium des hl. Erzengels Michael und ist unter Nummer 10 in die Liste der Baudenkmäler in Selfkant eingetragen.

## Geschichte
Die ältesten Teile der heutigen Kirche stammen noch aus dem 10./11. Jahrhundert. Damals wurde eine romanische Saalkirche aus Kiesel- und Mergelsteinen erbaut. Die erste urkundliche Erwähnung erfolgte erst viel später im 16. Jahrhundert. Damals wirkten hier als Pfarrer Stiftsherren des Klosters Aldeneik (Belgisch-Limburg). Das Kollationsrecht wechselte zwischen dem Herzog von Jülich und den Höfen von Hillensberg.
Die romanische Saalkirche erhielt 1687 eine neue Westfassade aus Backsteinen und wurde 1713 nach Osten hin um zwei Achsen erweitert. 1812 folgte eine Restaurierung und im Jahr 1840 baute man die Sakristei an und zog im Innenraum ein flaches Holztonnengewölbe ein. In dieser Form ist das Kirchengebäude bis heute weitgehend unverändert erhalten.
1992 folgte eine Umgestaltung des Altarraums nach Plänen von Architekt Ludwig Rongen.

## Baubeschreibung
St. Michael ist eine romanisch-barocke vierachsige tonnengewölbte Saalkirche aus Mergelstein und Backstein mit Dachreiter über dem Westgiebel und dreiseitigem Chorschluss im Osten.

## Ausstattung
Im Innenraum hat sich eine reichhaltige historische Ausstattung erhalten. Besonders zu erwähnen sind der Hochaltar in Formen des Rokoko aus dem 18. Jahrhundert, der Beichtstuhl aus gleicher Zeit und der aus Blaustein gefertigte Taufstein, ebenfalls 18. Jahrhundert. Die Buntglasfenster sind Werkstattentwürfe aus dem Jahr 1900.

## Orgel

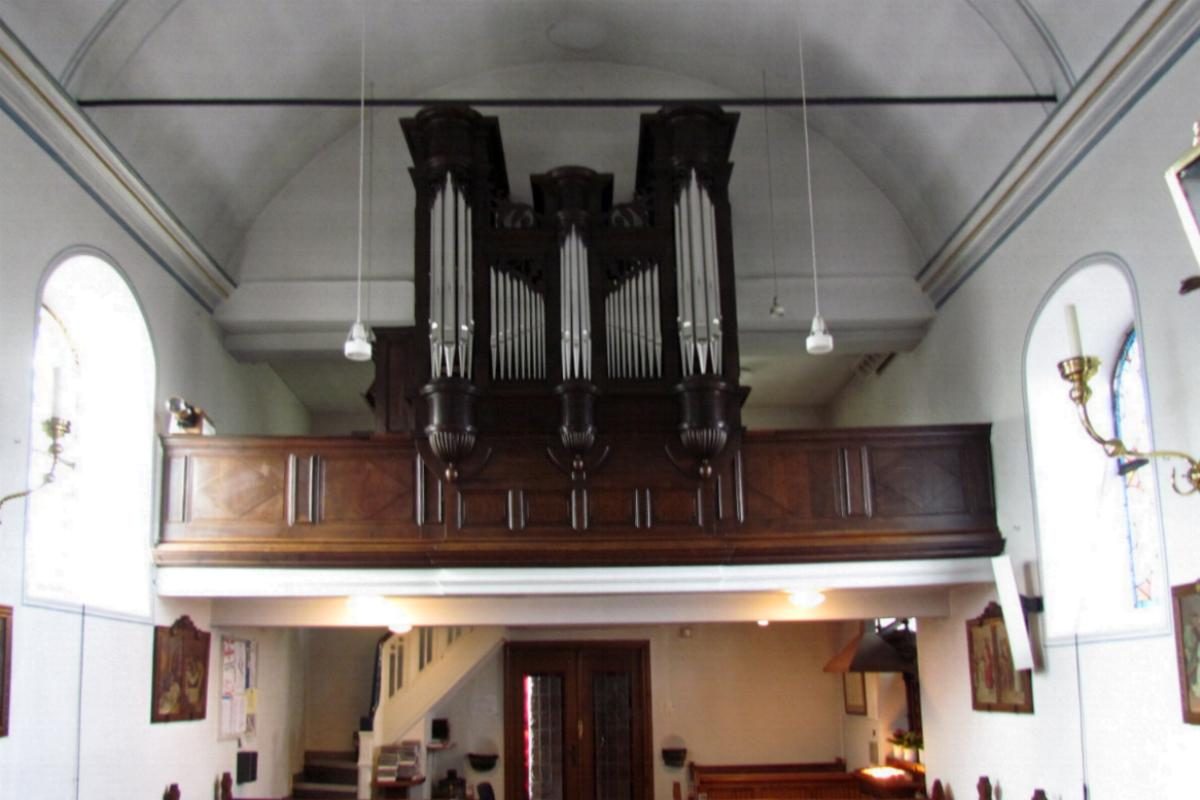
Orgel

Auf der Orgelempore im Westen steht eine historische Brüstungsorgel, die um 1831 von einem bisher unbekannten Meister erbaut worden ist. Als Erbauer könnten entweder der Linnicher Orgelbauer Wilhelm Korfmacher oder der Tegelener Orgelbauer Franz Johann van Dinter in Frage kommen. Das Instrument hat eine mechanische Traktur und verfügt über 10 Register auf einem Manual. Das Pedal ist angehängt. Im Jahr 2004 wurde die Orgel von der Bonner Firma Johannes Klais Orgelbau restauriert und auf den Originalzustand zurückgeführt. Das Instrument hat folgende Disposition:
| I Hauptwerk C–f3 |    |
| Bourdon          | 8′ |
| Viola da Gamba   | 8′ |
| Spitzflaut       | 8′ |
| Praestant        | 4′ |
| Flaut            | 4′ |
| Gemshorn         | 4′ |
| Quint            | 3′ |
| Octave           | 2′ |
| Mixtur III       | 1′ |
| Trompet          | 8′ |

| Pedal C–C0 |
| Angehängt  |

## Pfarrer
Folgende Priester wirkten bislang als Pastor an St. Michael:
| von – bis | Name                           |
| --------- | ------------------------------ |
| 1918–1938 | Jakob Oberreuther              |
| 1938–1950 | Martin Hostenbach              |
| 1953–1967 | Jakob Wirtz                    |
| 1967–1973 | P. Cornelius Moonen CSSR       |
| 1973–1979 | P. Bruno Heunen OCD            |
| 1979–1981 | P. Hubert Paalvast SCJ         |
| 1981–?    | P. Leonardus van Marrewijk SCJ |
| Seit ?    | Roland Bohnen                  |

## Sonstiges
Martin Meulenberg, der erste katholische Bischof nach der Reformation in Island, wurde in St. Michael getauft.